# جون غونارسون هيلاند
جون غونارسون هيلاند (بالنرويجية البوكمول: John Gunnarsson Helland)‏ هو صانع آلة موسيقية ‏ نرويجي، ولد في 31 يوليو 1897 في بو في النرويج، وتوفي في 1977.